# Xentrix
Xentrix est un groupe britannique de thrash metal fondé en 1985.

## Biographie

### Débuts et séparation (1985 - 1997)
Le groupe est formé en 1985 sous le nom de Sweet Vengeance par le guitariste Chris Astley. Xentrix joue surtout des reprises de métal avant de se concentrer sur la composition. Le groupe change beaucoup de line-up à ses débuts. En 1989 ils signent avec Roadrunner records et entre en studio pour enregistrer leur premier album Shattered Existence avec le producteur John Cuniberti (Vio-lence, Forbidden, Joe Satriani).
En mai 1990, le groupe se lance dans leur première tournée britannique en tête d'affiche. La même année, ils vont également jouer avec des groupes tels que Testament, Sacred Reich ou encore Sabbat. Fin 1990, invité par Tommy Vance, Xentrix enregistre aux studios Maida Vale un EP de trois chansons dans une reprise du thème du film Ghostbusters, aux studios Maida Vale,. Le succès de cet EP a conduit à l'enregistrement du deuxième album studio, For Whose Advantage ?, qui sorti fin 1990 chez Roadrunner records. Xentrix part ensuite en tournée pour la première fois en Europe avec Annihilator, Sepultura puis en tournée en Allemagne avec Tankard,.
En 1991, Xentrix rentre aux Loco Studios dans le sud du Pays de Galles pour enregistrer deux nouveaux morceaux, Pure Thought et Shadows Of Doubt, qui sont publiés comme EP avec trois piste live enregistrés dans leur ville natale.
En 1995, le groupe enregistre une démo de trois pistes avec Chris au chant, avant de se séparer une première fois en 1997 étant devenue désillusionné par la scène,.

### Reformation  (2006 - Aujourd'hui)
En 2006 le groupe décide de se reformer à l'occasion de l'anniversaire du bassiste Stan Havard. Ils jouent deux concerts en février et mars. En septembre ils annoncent qu'ils mettent un terme à cette reformation.
Xentrix se reforme de nouveau en 2013, en particulier à l'occasion de dates anglaises en avril avec Kreator et Evile. Depuis le groupe s'est produit au Bloodstock Open Air, Alcatraz Metal Festival ou encore le Eindhoven Metal Meeting.

## Membres

### Membres actuelles
- Jay Walsh : Chant, Guitare (depuis 2017)
- Kristian "Stan" Havard : Guitare (1984–1997, 2005–2006, depuis 2013)
- Dennis Gasser : Batterie (1984–1997, 2005–2006, depuis 2013)
- Paul Mackenzie : Basse (depuis 2013)

### Anciens membres
- Chris Astley : Guitare rythmique, Chant (1984–1994, 2005–2006, 2013–2017)
- Simon Gordon : Chant (1995–1997)
- Andy Rudd : Guitare (1995–1997)
- Paul MacKenzie : Basse (1984–1997, 2005–2006, 2013)

## Discographie
- 1989 : Shattered Existence
- 1990 : Ghostbusters (single)
- 1990 : For Whose Advantage?
- 1991 : Dilute to Taste
- 1992 : Kin
- 1996 : Scourge
- 2019 : Bury the Pain
- 2022 : Seven Words